# Thestor compassbergae
The Compassberg Skolly (Thestor compassbergae) là một loài bướm ngày thuộc họ Bướm xanh. Đây là loài đặc hữu của Nam Phi, ở đó nó is only known from grassy inclusions in Nama Karoo on the các sườn núi of the Kompasberg, above Nieu-Bethesda in the East Cape.
Sải cánh dài 26–29 mm đối với con đực và 27–30 mm đối với con cái. Con trưởng thành bay vào giữa tháng 12. Có một lức một năm.